# خثرة الوريد البابي
خثرة الوريد البابي (بالإنجليزية: Portal vein thrombosis)‏ هي أحد أشكال التخثر الوريدي التي تصيب الوريد الكبدي (البابي)، التي قد تؤدي إلى ارتفاع الضغط الكبدي، وقلة التروية الدموية للكبد.

## علامات وأعراض
قد تؤدي خثرة الوريد البابي إلى ارتفاع درجة الحرارة، أعراض عسر الهضم، وألم بالبطن يزداد تدريجيا. ولكن من الممكن أن لا يصاحبها أعراض، وقد تتفاقم الحالة وتؤدي إلى ارتفاع الضغط الكبدي قبل أن يتم تشخيص الحالة بأنها تخثر الوريد البابي. ممكن ظهور أعراض أخرى نتيجة المسبب. مثال: إذا كان السبب هو تشمع الكبد فتظهر علامات تشمع الكبد مصاحبة لعلامات خثرة الوريد البابي، من نزيف وتجمع سوائل في المعدة.

## مسببات
تشتمل الأسباب إلتهاب البنكرياس، تشمع الكبد، الإنسدادات، وسرطان الأوعي الصفراوية، وهي أحد المشاكل التي يمكن مواجهتها في عملية استئصال الطحال

## التشخيص
يتم تشخيص خثرة الوريد البابي عن طريق الموجات الفوق صوتية، التصوير المقطعي، أو صور الرنين المغناطيسي

## العلاج
اساليب العلاج تشمل أدوية تميع الدم تحويلة داخل الجهاز الحركي داخل الكبد، جراحة الالتفافية زراعة كبد.